# 望月りさ
望月 りさ（もちづき りさ、1993年7月15日 - ）は、日本の元AV女優。LIGHT（旧 RIGHT）所属。

## 略歴
2014年4月にSODに入社（市川まさみと同期）。宣伝部に配属され、AV女優の広報宣伝を1年半担当した後、ゲームの広報担当となる。オンラインゲーム『マジックミラー号のAV監督になろう!』（通称“マジかん”）には開発段階から関わり、ゲームにナビゲーターとして登場する。イベントなどではナビゲーターのキャラクター（着ぐるみ姿）でPR活動を行った。
2018年3月9日に開催されたSODアワード2018において4月にAV出演することを発表。社員として4作品に出演。
2018年6月18日、公式ツイッターで7月31日をもってSODを退社し、今後はAV女優として活動していくことを発表。
2018年11月、AV女優としてデビュー。
2021年2月5日、公式ツイッターにて一身上の都合による一定期間の活動休止を報告。
2022年2月1日、4月末日での引退を発表。

## 人物
東京都出身。
趣味は筋トレ・映画鑑賞・料理、特技はフラダンス。
初体験は高校1年か2年の時に当時の彼と彼の家で。デビュー前の経験人数は3人だが、SODに入社してから彼氏がいなかったので撮影で久しぶりにセックスをした。
SODへの入社動機は、純粋にAVが好きだったからで、早く働きたいという思いから大学を2年で中退して入社。
AV出演については、『マジかん』の広報を担当している自分がAVに出演することで『マジかん』を知ってもらいユーザーを増加させる事が出来るのではと思い決意した。

## 出演作品

### アダルトDVD
- AV出演(デビュー)!! いきなり3SEX全力絶頂! 宣伝部 入社5年目 マジかん広報 望月りさ(24) 引き締まり腹筋・くびれ・美尻、低身長148cmに込められたOLエロス（4月12日、SODクリエイト）
- 平日社内こっそり激ピストンッ! バレないようにと必死に我慢! それでも気持ち良くて小さな身体がめちゃイキ 宣伝部 入社5年目 マジかん広報 望月りさ(24)（5月10日、SODクリエイト）
- ぷりっぷりのお尻 ピタパンSEX即ハメ4本番 宣伝部 入社5年目 マジかん広報 望月りさ（6月7日、SODクリエイト）
- SOD卒業記念 人生初 決意の合計7発 中出し解禁 人生最高の快楽を子宮で感じる初めての生中出し 今まで応援してくれた皆様へ感謝の気持ちを込めて 宣伝部 入社5年目 マジかん広報 望月りさ（7月12日、SODクリエイト）
- SOD女子社員立ち飲み酒場オープン記念! 社内抜き打ち健康診断 普段立ち飲み屋で働く女子社員の身体の隅々まで業務中に抜き打ちCHECK! 羞恥度120％の8SEX収録!!（10月11日、SODクリエイト）
- 業界最大手超優良企業 宣伝部 正社員さん ワンズ式!!AV本格転向デビュー!!（11月1日、ワンズファクトリー）
- 現役OLの裏バイト Rさん（11月23日、S級素人）※「R」名義
- 誘惑♥歯科クリニック 担当 望月りさ（11月30日、ドリームチケット）
- 顔出し!女子大生限定 ザ・マジックミラー 素人娘が初めての固定バイブ激イキ体験! in池袋 うねるバイブをねじ込まれたまま恥ずかしいポーズを撮影され連続絶頂! オマ○コの火照りが止まらない素人女子大生はデカチンSEXを拒めない!（12月19日、ディープス）
- とってもかわいい栄養士のみなさん! 裸エプロン一枚で、童貞君の筆おろししてもらえませんか? 手料理をあ〜ん♥、濃厚ベロチュー、ぷるるんおっぱい授乳、優しい年下ママにたくさん甘えて、ママのアソコに生中出し!（12月28日、赤面女子）

- 生意気なオンナを拘束アクメ放置! 腰をくねらせながらチ●ポを欲しがるまで媚薬バイブを膣奥深くにぶっ刺し調教（1月1日、Fitch）
- 1泊2日の婚活パーティー温泉旅行に参加してきたヤリマンOL3人組。 お金持ちのイケメンをゲットする気マンマンだったが、現れたのは無職の冴えない男。テンション激落ちするも、話を聞けば働く必要がないほどの大金持ちであることが判明、とたんに股を開き始める…（1月11日、SCOOP）
- 外では猫を被っている人妻は他人の目がない所ではパワハラ全開!そんなパワハラ妻に嫌気がさした男の主従関係逆転中出し復讐セックス!!（1月11日、MAGIC）
- ガチナンパ! 池袋産直! ウブかわ女子大生狙い打ち! 妊娠しちゃうよぉ〜! イっても止めない 合計15発射! ガン無視ピストン!（1月15日、ナンパーズ）
- 120%リアルガチ軟派伝説 vol.68 in 静岡（1月18日、プレステージ）※「ゆり」名義
- うぶでパンティ見せるのも恥ずかしい素人女子大生にエロ漫画に出てくるような強烈媚薬を飲ませたら一体どうなってしまうのか?? シーツに水たまりができるほど愛液だだ洩れ、触れてもないのに赤面プルプル涙目! 媚薬で恥ずかしさなんて消えるわけないから、みっともない自分に羞恥心は増すばかり! 自我崩壊した全身クリトリスJDをガン突きピストンで鬼イカセ!（1月25日、赤面女子）
- 真面目がゆえに無防備なストッキングの誘惑に大興奮! 魅力的な商品にするため社員自らが試着し蒸れた下半身を見せつけて僕の勃起を誘う女だらけのパンスト開発部!（2月1日、Fitch）
- 飼い犬にされた若妻女社員・夫の前で凌辱パイパン雌犬交尾（2月7日、ヒビノ）
- ダブル鬼イカセ（2月8日、REAL）
- 素人ヘアヌード大図鑑 〜極上美ボディ編（2月8日、S級素人）
- 独自ルートで入手したガチ素人カップルの温泉盗撮映像を、売しちゃいました。（2月8日、S級素人）
- 夫婦で挑戦! 夫が水野朝陽の凄テクを20分我慢できたら賞金! 2回イカされちゃったら妻が寝取られ中出しSEX!!（2月13日、はじめ企画）
- まじ卍イキ! イキッぱ敏感女子10名の狂い咲き限界オマ○コ! 指マン追撃オナニー（2月15日、プリモ）
- 貫通オナホールで先端フェラチオ 2 〜快楽のトンネルを抜けたらもうひとつの天国が待っていた〜（2月15日、SEX Agent）
- 完全主観 かわいい彼女とラブラブキス体験 2人っきりでねっとりキス手コキ（2月21日、アキノリ）
- マジックミラー号ハードボイルド 働く女性を「私、健康団体の医師ですが、ボランティアで働く女性に健康診断を実施させて頂いてます」とダマしてナンパ お得意の膣内検診テクニックでアクメを吹かせたOLさんは意外とすんなりデカチン挿入&ナマ中出しを許しちゃうなんて!（2月21日、サディスティックヴィレッジ）
- ラグジュTV×PRESTIGE PREMIUM 21（2月22日、プレステージ）※「林海望」名義
- 会社の地味な先輩が元大手企業宣伝部でAV出演している隠れ痴女だった!!（2月26日、h.m.p DORAMA）
- レンタル彼女。×PRESTIGE PREMIUM 02（3月1日、プレステージ）
- 「お願い!お姉ちゃんで試させて!」 童貞弟の四十八手で戸惑いながらも初めての快感にイキ狂う姉に近親中出し（3月1日、DOC）
- 膣口密着手コキ 〜すぐそこに顕在する膣穴よりもこの日この時の為に用意された穴が好き〜（3月1日、SEX Agent）
- (株) パワハラ 職務のミスは体で支払え! かねてからイラついていたどん臭いOLをプロレス技で存分に締め上げ、晒し台に拘束、そしてマシンバイブ陵辱!（3月7日、サディスティックヴィレッジ）
- 突然離婚を言い渡されシングルファザーになった僕を不憫に思ったご近所の巨乳奥様たちが家事の手伝いをしてくれる事に!奥様の不意な胸チラとパンチラについ勃起してしまったのがバレて「奥さんと別れてからシてないんですよね…?」と誘惑され慰めの生ハメ性交!（3月15日、DOC）
- 清純そうに見えるJ●妹は実はドエロ!? 風呂上がりの露わな姿に耐えられずガバっと覆い被さり艶々なカラダを弄っていると…（3月15日、DOC）
- こんな所だから余計に興奮しちゃう♥ 自画撮り 奥までズボズボ! 何処でもピストン! 超絶ディルドオナニー（3月15日、プリモ）
- 直穿きレギンスで染み付いちゃった（3月20日、レイディックス）
- 完全主観 罵り唾吐き言葉責め娘（3月20日、レイディックス）
- 女子社員中出し20連発（3月21日、アイエナジー）
- 女レ○プ師と共謀、素人エステティシャンをスイートルームに呼んで脇目もふらぬ熱心な仕事中に後ろから忍び寄ってナマ中出しレ○プ! 2（3月21日、サディスティックヴィレッジ）
- 濡れてテカってピッタリ密着 神スク水（3月21日、親父の個撮）
- もうイってるってばぁっ! 家事代行サービスで派遣されてきた美人お手伝いさんの弱みに付け込み追撃ピストン強制中出し!（4月5日、DOC）
- 「本当はSEXしたいのに…」 これが女のリアルな心情! 口には出せない心の声があなただけに聞こえてくる（4月11日、アキノリ）
- 私立パコパコ女子大学 女子大生とトラックテントで即ハメ旅 19（4月12日、プレステージ）※「けい」名義
- 新卒採用で入社した優しいデカ尻姉の黒パンスト姿に理性崩壊! 弟は勃起が止まらずまさかのストッキング越しの強制素股! 欲求不満な姉は敏感過ぎてパンツから漏れるほど愛液ジワリ! 子宮奥に突き刺さる激ピストンで何度も絶頂! 3（4月12日、V&R PRODUCE）
- クリトリスの形までハッキリわかる! ノーモザイク連続絶頂パンツ越しオナニー（4月25日、アイエナジー）
- マジックミラー号ハードボイルド 制服女子○生に「10万円であなたのオナニーを見せて下さい」と土下座! イッた頃に「今度は僕のオナニーを見て」と大人巨根(デカチン)を見せつける 最後には断りきれず“中出し”しちゃうなんて!（4月25日、サディスティックヴィレッジ）
- 初心で可愛い女子校生がオジサンの18センチデカチンを初体験! 「うっヤバい!大きいっ!」と感じちゃっているうちに不意打ちのゴム外しで生ハメへ! 寸止めからの乙女マ○コをイカセまくりの93イキでデカチンの虜になっちゃった女子校生たち（4月27日、FIRST STAR）
- 禁断介護（5月2日、グローリークエスト）
- 向かいの部屋の巨乳美女の生着替えを覗いていると… 2（5月3日、DOC）
- 街角シロウトナンパ! vol.50 お悩み解決らぶワゴン 4（5月10日、プレステージ）※「みずき」名義
- 日常盗撮 所構わずこっそり没頭 我慢出来ない女子社員オナニー（5月15日、プリモ）
- 五つ星美人妻ナンパ 成熟女のネトリ連続エクスタシー中出し性交（5月15日、ロータス）
- 消し忘れたハメ撮り動画 8（5月17日、プレステージ）
- 銀河級美少女在籍! 社長秘書イメクラ VOL.001（5月17日、宇宙企画）
- ショートパンツ穿いているのに実はノーパン! 無防備に過ごす姉のマンチラ姿に興奮した童貞弟が我慢できずまさかの即ハメ! 筆おろしSEXで必死に激ピストンする弟は早漏過ぎて死ぬほど中出し! 2（5月17日、V&R PRODUCE）
- 彼女と間違えて妹の方と即ハメ生ピストン! 気づいたのは膣中出しの最中だった!（5月17日、Z-MEN）
- 泊まりに来た従妹が可愛くなっていて 翌朝ノーブラで僕の白Yシャツを着ていた! 無防備すぎるこの誘惑…絶対ヤッちゃうって!!（5月17日、Z-MEN）
- 夫がいる前なのに我慢できなかった妻たち‥ 背徳の『こらえ顔』（5月25日、ながえスタイル）
- 148cmミニマムボディFカップ 普段はおとなしいのに実は…セックス見られて興奮する羞恥狂奥さん!!（5月25日、シャーク）
- 素人女子大生ガチナンパ! うすーいラップ一枚挟んで童貞君と素股体験してみませんか? すぐに破れて生ち●ぽがズボッ! 「Hはダメっ!」と戸惑う二十歳の娘にそのまま中出ししちゃいました! 巨乳美人のみ選りすぐり 6名5時間30分スペシャル（5月31日、赤面女子）
- オナホフェラ（6月1日、OFFICE K'S）
- 舐め痴女ハーレム 下半身トリプル3点責め（6月7日、犬）
- 果てしなく従順なメイド10名と暮らす王様(あなた) 〜第2章〜（6月13日、MOODYZ）
- ギャルだらけの4姉妹と両親が居ない実家で毎日子作り中出しSEX 2（6月14日、BAZOOKA）
- 一般男女モニタリングAV 素人大学生限定 友達同士の男女がザーメン20mlを溜めるまで出られない密室からの脱出に挑戦! 2 女子大生が男友達を射精させるために恥じらいながらも手コキ・オナホコキ・フェラ・セックス! 何発出しても萎えない友達チ○ポと大量の精子を目の当たりにして思わず濡れる女子大生マ○コは性欲のままに何度も生挿入で連続中出し!（6月19日、ディープス）
- 清楚J●が模擬店で糞ビッチなペロペロ喫茶をオープンwww 文化祭ピンサロ ネットをざわつかせ大炎上!集客は例年の10倍ですwww（6月21日、ゲッツ!!）
- クラスで憧れの体操服女子がある日突然、足がマ○コ化し校内でイキ悶えていたので…（6月21日、ゲッツ!!）
- フラダンスで磨いた高速グラインドの腰使いでGスポットイキを連発する騎乗位大好き娘がAVデビュー!（6月28日、S級素人）※「ありさ」名義
- 働く新卒社会人と性交。 VOL.013（6月28日、BAZOOKA）
- パート先の店長におっぱいをセクハラされ続ける妻（6月28日、人妻花園劇場）
- いつでもどこでも時間停止して中出しできる学園 IV（7月1日、MOODYZ）
- 『愛し合う夫婦が残したいメモリアルヌードフォト』と題された雑誌の企画と妻を騙し、絶倫チ○ポ男と素肌密着偽撮影会で寝取られ検証!! 旦那よりも若くてカチカチに反り返ったチ○ポがマ○コまで3cmに超接近して奥さん急激欲情!? 5（7月5日、DOC）
- 素人ナンパGET!! No.202 サクラ舞い散る花びら大回転 上京物語編（7月7日、桃太郎映像出版）
- 女性社員オフィスレズビアンバトル 〜後輩社員を取り合い揉める女同士の争い〜（7月7日、ビビアン）
- ヤリマンOL 〜上司と不倫するOLは同僚も喰いまくる〜（7月12日、REAL）
- 【スポーツナンパ】 Vol.3（7月12日、黒船）
- 夜這い 真夜中に寝ている夫の隣で中出しされる人妻 7（7月18日、グローリークエスト）
- 元ヤリマンばかりの定時制校でミラクル展開! 女子は全員制服だけど年齢はバラバラ!!しかも男はボク1人! ボクの通う定時制校は校則で制服着用が義務なんです!クラスには色々な世代の女の子がそれぞれ当時の制服姿で来るから毎日がドッキドキ!しかも、みんな昔ヤリマンだったみたいで唯一の男のボクにちょっかいを出してきて、授業中でもパンチラしまくり!勃起の止まらないボクに気付くと、放課後や休み時間になるとあっちこっちでエッチのお誘い!もうチ●ポが休まる暇もありません!（7月19日、ゴールデンタイム）
- 痴漢対策で護身術道場に通う女子○生は、スキだらけでヤリ放題w稽古中に密着セクハラしてみたら…（7月19日、ゲッツ!!）
- 生意気にも競泳水着で色仕掛して授業のボイコットを企む女子○生に痺れ薬を飲ませ芋虫拘束着衣折檻!!（7月19日、ゲッツ!!）
- ローションまみれのノーブラ乳首いじり（7月25日、SEX Agent）
- ベロちゅうだけでグチョグチョになるドMバイリンガル才女がおっさんチ●ポにどハマり!（7月27日、オイスター海運）
- 絶対にイヤと言わない騎乗位の天使は僕だけの従順いいなり彼女（8月7日、桃太郎映像出版）
- 意識高い系美女 イ○スタ映えする高級マンションで釣ったらヤレる!?（8月9日、S級素人）
- ギャルデリヘル嬢の態度が悪すぎて頭に来たので媚薬入りのドリンクを飲ませると即効!!先ほどの態度とは一変。よだれを垂らしてチ●コを求めまくるクソビッチギャルに変身!!（8月9日、ヒメゴト）
- 終電逃して泊めてもらうことになったメイクを落とした女上司のすっぴんが可愛くて不覚にも超勃起! そのままハメ倒して綺麗な顔にぶっかけちゃった! 3（8月9日、Z-MEN）
- 素人女子大生限定!パンティ素股でカチカチち●ぽがアソコに擦れて赤面発情! クロッチは恥ずかし汁まみれ!そのまま生で擦り合わせて、ヌルヌルワレメに結局つるんっと入って生中出し!! 赤面女子1周年記念特別編 9人収録9時間撮り下ろし（8月9日、赤面女子）
- 海水浴帰りのビキニ美女が訪れるUVケアオイルエステ 2（8月9日、MAGIC）
- 素人男女モニタリング実験でゲッツ!! ♀スク水美少女×一般巨根おじさん♂ 「普段お世話になっているパパ友さんの体を隅々まで洗ってください」とスクール水着を渡して2人きりで密室風呂に入れたらどうなる?（8月9日、ゲッツ!!）
- 望月りさという現象、或いはただのアダルトビデオ（8月13日、バルタン）
- アナルがみえそうなTバック尻に即ズボッ! ひたすら後ろから激ピスされ、抵抗する力もなくなるほどイカされまくり精子がこびりつくほど何度もアナル射精される女（8月16日、DOC）
- 体育の授業中に忘れ物を取りに来たブルマ女子に計測マニアの童貞同級生が身体測定痴漢で弄びながら大量中出しwww（8月16日、ゲッツ!!）
- 『夏ぐらいはハメを外して楽しい思い出を作りたい!』と思っている夏祭りでナンパ待ちしている浮かれた浴衣女子を家飲みに誘ったら簡単についてきたけどまさかのエッチはする気無し!! 『えっウソでしょう??何、お高くとまってるの?当然、ヤルに決まってるでしょう!?』ちょっと強引に迫ったり、調子良くお酒を飲ませたら徐々にガードが緩くなり結局、なし崩し的に簡単にヤレちゃう女の子たちでした…。（8月19日、お夜食カンパニー）
- SOD女子社員SP版 SOD酒場グループプレゼンツ!! 人生は波乱万丈だ!ゲーム Hなマスがいっぱい過ぎて“恥ずかしい”が止まらない! 日頃お世話になっているユーザー様を招待した大感謝祭!（8月22日、SODクリエイト）
- 羞恥! 彼氏連れ素人娘をマシンバイブでこっそり攻めまくれ! 17 素人VSマシンバイブ 激安居酒屋にマジックミラー特設スタジオを設置 真夏の泥酔潮吹き娘編（8月22日、サディスティックヴィレッジ）
- 妻の連れ子の巨乳美人姉妹と川の字で寝ることに手を出してはいけないと知りながら、無防備な生巨乳に欲情してしまい… 2（9月6日、DOC）
- パンストを脱ぎかけた女上司の無防備な後ろ姿に超勃起! ガマンできずにそのまま一発!履かせてもう一発!! 2（9月13日、Z-MEN）
- まだまだヤリ足りない!田舎しか知らずに早くに結婚した地元の同級生若妻とプチ同窓会で寝取り乱交に!! 会社の長期休暇で帰省中、地元の同級生と部屋でプチ同窓会に!田舎しか知らないまま結婚した同級生女子は、ストレス溜まりまくりでチ○ポもご無沙汰!?学生時代は手が届かない存在だったけど、酒の力で簡単にヤレる奇跡の4P展開に!!旦那と電話しながらでもチ○ポを欲しがって来たので激しくハメまくってしまいました!（9月19日、お夜食カンパニー）
- 女子社員 緊縛監禁中出し孕ませ調教（9月26日、アイエナジー）
- 妄想アイテム究極進化シリーズ クルンと性別反転! TSFアバターミラー 2 キャラメイクが反映された異性アバターと現実世界で入れ替われる魔法の鏡（9月26日、ROCKET）
- 夫のいない間に咥えこむ巨乳どスケベ妻、ショタ好き妻、寝取られ妻（9月27日、REAL）
- 粘ピス義母痴漢 夫の連れ子に粘着質なスローピストンで深突きされて声を出せずに完堕ちした私（10月1日、ヴィーナス）
- 『おっぱい触ってみたい…』『チューしてみたい…』『お尻触ってみたい…』『恥ずかしいから布団の中でならいいよ…でも二人だけの秘密にしてね…』 布団の中でならエッチなお願いを何でも聞いてくれる優しい巨乳義姉!!調子に乗ってパンツ越しにチ○ポをぐりぐり押し付けてみると超敏感に反応し始めた!女の子に全く縁がないボクにいつも優しく女の子の事をアドバイスしてくれる巨乳義姉。何でも答えてくれるから調子に乗ってエッチなリクエストをしてみたら「恥ずかしいから布団の中でならいいよ…!」とまさかの神対応!!それに甘えて布団な中で色々エッチなお願いをすると、義姉は恥ずかしがりながらも何でもしてくれた!!さらに勃起がおさまらずパンツ越しにチ○ポを押し付けてみたら…超敏感に反応する義姉!!そのなんともかわいらしい反応に我慢出来ずズブリと挿入したら、あまりの気持ち良さにそのまま中出し!!すると汗をかくほど興奮していた義姉は自らチ○ポを挿れてきて何度も何度も中出しさせられちゃいました!!（10月7日、Hunter）
- 手の指でマ○コを隠さないから穴へのヌキサシと淫汁ぐちゅぐちゅがよく見える! 淫語かたりかけスティックローターオナニー 3（10月24日、アイエナジー）
- とても色っぽくて憧れの先生のスカートをめくり、いつもイタズラをしていたボク。 先生も「こらっ、もう」と恥ずかしそうに怒りながらも許してくれるので、今日も恒例のスカートめくりを敢行すると、この日は形のいいお尻に食い込むまさかの黒いTバック!ああ、なんてエロいんだ!思わずソソられ勃起してしまうボク。先生にバレてしまう前に逃げようとすると先生に捕まってしまい、さすがにマズいと思いきや…何とその勝負パンツは毎日のようにイタズラするボクのチ○ポを勃起させる為のものだった!?するとボクの勃起チ○ポを見て発情した先生は、勃起チ○ポをイジり倒し禁断の関係を求めてきた!!（10月24日、SOSORU×GARCON）
- 自画撮り 屋外エロス覚醒 性欲が尽き果てるまで怒涛イキオナニー（11月15日、プリモ）
- こんな所で大量放尿?! 口止めがわりにフェラチオさせたらガマンできずにお漏らしする女（12月12日、アキノリ）
- 義父と嫁、密着中出し交尾（12月19日、グローリークエスト）

- SUPERパックリまんこアップ 4時間SP vol.14（1月1日、サルトル映像出版）
- 史上最高レベルにかわいい素人10名 完全撮り下ろし永久保存版! 奥までズッポリ絶倫ピストンディルドオナニー（2月14日、S級素人）
- 上品で魅惑的、ランジェリー美女が誘う極上の射精。（6月25日、SEX Agent）
- 向かいに暮らす美人妻の静かな誘惑。理性を失った僕らは濃厚に絡み合う。（9月11日、ヒメゴト）
- オンラインレズビアン 淫乱猥褻性教育（10月1日、U&K）
- 「今夜はお店で覚えたテクで気持ちよくしてあげる」 人気風俗嬢の彼女が普段は隠していたテクニックで射精を導く（10月9日、ヒメゴト）

- 私を抱きしめて…。 隣人に恋したシングルマザー（1月1日、プラネットプラス）
- ドM願望あるバイリンガル美女は初めてのおじさんとのSEXでたっぷり体液交換しちゃいました!（1月23日、シャーク）
- 奥さん、一緒に飲みませんか? 人妻にお酒とザーメン飲ませてみました @新宿 地方の人妻限定 巨大バスターミナル前で訳アリ人妻をナンパしてみた 9（2月27日、ビッグモーカル）
- 隣の美人妻 泥酔し部屋を間違え「ただいま〜!」（3月1日、プラネットプラス）
- アソコに直穿きスポウェア女子 マン汁流して感じすぎエクササイズ!!（3月27日、オイスター海運）
- 女子○生 トイレSEX盗撮 2（5月22日、ビッグモーカル）
- 優等生J●は全裸露出がお好き♡ 「誰かにバレたらどうしよう!?」と、放課後にセルフ露出するJ●。その一部始終を目撃してしまった僕は… vol.5（10月8日、ゲッツ!!）
- 怪しい媚薬治験アルバイト 〜地味子ちゃんが媚薬でドスケベな本性大暴走!〜（11月9日、バルタン）
- フェラ友ごっくん一泊二日デート（11月16日、山と空）
- 令和ベロ観察図鑑 vol.2（11月23日、SEX Agent）
- 令和の裸観察図鑑（11月23日、SEX Agent）

- 美人女将の超絶ベロキス全身リップと中出しセックス付き Go To 温泉宿泊プラン（1月4日、桃太郎映像出版）
- BWP 09 聖戦〜Jihad〜 2021（1月28日、バトル）
- BWP Vol.60 BWP vs FGI 団体対抗戦（3月25日、バトル）
- 1人称vs女子プロボクサー 01（4月8日、バトル）
- 変態Mパパを濃厚メスイキさせる天然小悪魔なパパ活痴女（4月26日、MEGAMI）
- 地味そうに見えた隣家の人妻は常に若い男のチ○ポにご執心 見た目とは裏腹にエグいフェラテクと生挿入で精子を搾り取るサキュバス女（5月5日、MILK）
- 小さくてエロ可愛いギャル妻にいきなりチ○ポをぶち込んでみた!（5月17日、有閑ミセス）
- 強制的に女の子の恰好にさせられてビンカン乳首もアナルマ○コも悪戯されて犯される話。（6月14日、M男パラダイス）
- 1人暮らしのカワイイ素人お嬢様のみなさん! 「あなたの自宅で早漏に悩む童貞君の暴発改善のお手伝いしてくれませんか?」 ウブでキュートな女の子が早漏すぎる童貞君にドキドキ&キュンキュンしちゃって生中出し筆おろしSPECIAL!（6月24日、赤面女子）
- 望月りさ 引退（8月25日、SODクリエイト）

### アダルトVR
- 超本格リアル野球拳VR 2 目の前でヌギヌギしてくれる社内羞恥野球拳! 最後の勝負はアナタが決める! 選択式ジャンケンで3パターン楽しめる 総尺2時間超えお買い得Ver.（8月3日、SODクリエイト）
- 業界初アタリつきVR!? SOD女子社員Ver. もしアタリが出て、突然SOD本社に招待されたら… 【普段は真面目に仕事をしているうぶな女子社員の恥らう姿を見ながらイタズラ満載ツ●スターゲーム!女子社員の私物おもちゃでイカセまくり!】 ※特典映像つき（9月14日、SODクリエイト）
- 遊具に挟まり身動きが取れなくなった親戚の姉の丸出しのお尻に興奮した童貞の僕は我慢できずにバックでガン突き!勃起が収まるまで連続中出し（9月28日、SODクリエイト）
- 2段ベッドの上で寝ているイケメンな弟の彼女が真夜中に僕の布団に入ってきて…ベッドが軋まないようにゆ〜っくり腰をくねらせながら耳元で淫語を囁かれるこっそり寝取り中出しセックス 2（10月12日、SODクリエイト）
- 中出しの天才 ヤリチンの友達が貸してくれたヤリマン某女子社員と精子が枯れるまでとことん連続中出しSEX（11月20日、ケイ・エム・プロデュース）
- VR 女子♥生のくちゅくちゅ つばたらし（12月21日、VR総研9課）

- ドクター不在をいいことに患者を誘惑診断する淫乱ナース（1月4日、CASANOVA）
- オフィスの近所の個室居酒屋で職場の巨乳(上司・後輩・同期・部下)に告られて…そのままコソコソ密着接吻性交（1月25日、100%VR）
- 見られたくてたまらない女が送り付けてきたオナニーVR動画 vol.1（2月8日、CASANOVA）
- 大学のダンスサークルに入部したら男はボク一人! しかも全員巨乳で全裸で踊っていた! もの凄い腰振りで即絶頂!即中出し!（2月22日、ワンズファクトリー）
- VR 肉欲カーセックスシリーズ これから目一杯狭い車内で愛し合います（6月20日、VR総研9課）
- 最低最悪凌辱レ●プ 〜あまりにも大きすぎた不倫の代償〜（6月21日、CASANOVA）
- 超接近フェラチオVR 2（11月29日、CASANOVA）
- 残業の女神様、こんな先輩OLに犯されたい! 社内皆兄弟!ヤリマンOL（12月27日、4K VR）

- VR 女子♥生のみせつけ がんき vol.2（3月6日、VR総研9課）
- コスプレ痴女とM男 〜望月りさのブルマ姿!スーツ姿!ランジェリー姿でヌけ!〜（5月8日、CASANOVA）
- ドエスどすえ。（12月15日、ガン見隊）

- VR乳揉みインタビュー（6月19日、ガン見隊）
- VR 若奥様は裾まくり! 第2話（9月7日、仮想空間少女伝説）

### ネット配信
- 【Fカップダンス講師】オトナな色気むんむんのフラダンスの先生を彼女としてレンタル!口説き落として本来禁止のエロ行為までヤリまくった一部始終を完全REC!鍛え上げられたプリ尻!さらにFカップ巨乳を搭載した完璧BODYがダンサー特有のエロ過ぎる腰使いでうねり狂う!※本来、性的サービスは禁止です。 19（11月18日、プレステージプレミアム）
- ラグジュTV 1027（11月19日、ラグジュTV）※「林海望」名義
- マジ軟派、初撮。 1198（11月19日、ナンパTV）
- 【パイパン×Fカップ】ハワイに魅了された美人女子大生けいちゃんは4カ国語を操るインテリ女子!⇒趣味は海外旅行!思い出のブラジル1人旅♪⇒彼氏は12歳年上!?『仕事で疲れてるから私の方が性欲強くて…。』⇒監督の目を盗んで性欲自慢のスタッフがHのお誘いをすると…口では拒否ってるけど乳首はビンビン!パンツに染み!?けいちゃんのキ●ウエア火山が欲求不満で大爆発!!!フラダンス仕込みの魅惑の騎乗位で気分はすっかりワイキキ気分!の巻：私立パコパコ女子大学 女子大生とトラックテントで即ハメ旅 Report.074（11月24日、プレステージプレミアム）※「けいちゃん」名義
- 応募素人、初AV撮影 51（11月25日、シロウトTV）
- 691risa（12月5日、Perfect-G）
- ラグジュTV 1035（12月7日、ラグジュTV）※「林海望」名義
- りさ（12月26日、俺の素人-Z-）

- りさ 2（12月26日、俺の素人-Z-）
- ゆなさん 21歳 女子大生 【ガチな素人】（1月12日、E★ナンパDX）※「ゆな」名義
- 柔軟ボディのFカップ美乳!広告代理店勤務の美人OLのハメ撮り流出。ご無沙汰セックスに美脚を自ら開脚して乱れまくる!!「早く上に乗りたい…」と騎乗位で欲求解消の熱い性交：ラブホのレンタルカメラ内蔵/消し忘れたハメ撮り動画 ファイル032（1月13日、プレステージプレミアム）
- Mさん（2月3日、俺の素人）
- 日本人離れした性欲とボディで世界を股にかけるグローバルなヤリマン美女■三か国語を操る才女⇒旅先で外国人を食いまくる■電マ&ち●こで激しく何度もイキまくる⇒感じ方も外国人並み■愛液とオイルに塗れた情熱的SEX!!＜お悩み解決LOVEワゴン乗車NO.018＞（2月4日、プレステージプレミアム）※「みずき」名義
- RISA（3月28日、俺の素人）
- 【クリスマスナンパ×Fカップ・のぞみちゃん編】クリスマス当日に露出多めのサンタコスでインスタ映え写真を撮ってたセクシー巨乳サンタさんがエロかった!（3月31日、黒船）※「のぞみ」名義
- 【スポーツ女子】148ｃｍFカップジョギングミニマム女子に巨根挿入!低身長・巨乳という逸材ジョギングスポーツ女子をデカチンでマ〇コ拡張!（4月3日、黒船）※「あけみ」名義
- 【個人撮影】今春入社!処女の頃から育ててきたオマンコ娘 ゆあちゃん 22歳♥ドえろに育った♀裸を就職祝いに思う存分ハメ漬け中出しまくる　ラブホ個人撮影【承諾済】（4月5日、承諾済み素人ハメ撮りアカ）※「ゆあ」名義
- 【クリスマスナンパ】絶頂ループ美少女ロリサンタのツルツルマ●コでジングルベル!（4月15日、黒船）※「まき」名義
- 【個人撮影】最終章・処女の頃から育ててきた新入社員 ゆあ 22歳♥6年間のおまんこ調教・最後の仕上げにお*IN!思い出の制服でヨダレ垂らして白目向くまで思う存分アヘ逝きハメまくりしっかり種つけ♥　ラブ（4月19日、承諾済み素人ハメ撮りアカ）※「ゆあ」名義
- りさ（4月28日、%OFF）
- りさ（4月30日、%OFF）
- りさぴょん 3（5月3日、俺の素人）
- この子の騎乗位凄すぎない!?エロすぎ大手旅行代理店新入社員をお花見スポットでナンパ!語学堪能、容姿端麗のパイパン才色兼備が大量放尿するわ、クリが敏感すぎてガクガクイキまくるわ、大量潮まき散らすわ、デカチンに感激して我を忘れてしゃぶってくるわ、自ら腰振りGスポ当てまくるわで一同驚愕エロの嵐!!物凄い逸材見つけちゃいました!!（5月5日、プレステージプレミアム）
- ゆうかさん 35歳 地方局の人妻お天気キャスター（5月18日、E★ナンパDX）※「ゆうか」名義
- Risa 2（5月19日、俺の素人）
- りさ（7月23日、%OFF）
- りさ（8月3日、俺の素人-Z-）
- Lisa（8月7日、ゲリラ）
- もちづきさん（8月29日、%OFF）
- 喉マ○コが感じるのぉ〜デカ○ン自らガツガツ喉奥に当て込みセルフイラマ絶対射精!マ○コが2つある女神たち10人!（9月12日、DOC）
- りさ（9月20日、素人ホイホイZ）
- 【配信専用】エチエチすぎる舌技レロレロベロチュー手コキで射精待った無し! 2 完全主観！美少女10名に舐められ焦らされシコられる!（9月26日、DOC）
- 望月りさ（10月11日、デジグラ）
- エロ動画に撮られるJKがうぶな訳がない! 3（10月27日、みなみ工房）
- 【妊娠中】インターネット番組出演465日目　フリーアナ　追い妊娠するまで限界SEX三昧。元・同級生とパコパコ二人目ニン活中の闇【素人ハメ撮り】【高画質】（10月28日、令和美少女　ゼロ号機）

- #62りさ　超特急騎乗位を繰り出す小柄で巨乳の超美人リア充OLにたまらず中出し【個人撮影】【はめ撮り】【高画質】（5月28日、イチャラブヘイタ）
- 【南国からの刺客!騎乗位の天才美女降臨!!】桃尻フラダンサー・ゆりちゃん登場!!本場で鍛え抜かれた腰使いでイキまくりSEX4本番!乳が!ケツが!どエロいカラダが揺れまくる連続絶頂ッッ!→ハメ潮連発からの特濃なま中出し♪「もうダメ…」とか言いながら自ら腰を振る発情お姉さん最高かよ…!!オアフ島より熱い夜を見逃すな!!【スポえろジャーニー27人目ゆり】（12月18日、Jackson）※「ゆり」名義

### デジタル写真集
2020年
- Extreme Orgasm 〜鬼イカセ 3〜（7月16日、ケイ・エム・プロデュース）
- 会社の地味な先輩が元大手企業宣伝部でAV出演している隠れ痴女だった!!（7月22日、h.m.p）
- 望月りさ、貸します。 ［キカタン女優ハメ撮り写真集 vol.75］（11月18日、若生出版）

2021年
- 私を抱きしめて…。 隣人に恋したシングルマザー（1月1日、プラネットプラス）
- 隣の美人妻 泥酔し部屋を間違え「ただいま〜!」（3月1日、プラネットプラス）

2022年
- ひだまりの中で【ヌード写真集】（2月4日、プレステージ出版）
- ひだまりの中で【グラビア写真集】（2月4日、プレステージ出版）
- デジグラ・デラックス 望月りさ 001（3月9日、デジグラ）
- 我慢できなかった妻たち（4月1日、Neo Media出版）
- デジグラ・デラックス 望月りさ 002（4月6日、デジグラ）
- デジグラ・デラックス 望月りさ 003（5月11日、デジグラ）

## 出演

### 映画
- 凌辱ホステス ぶち込まれて（2019年3月22日公開、オーピー映画） - 「山口弘美」役[11]

### テレビ
- ※注 芸人調べ #11（2018年2月1日、テレビ朝日）

### ウェブテレビ
- DTテレビ　#78（2019年6月14日、AbemaTV）元SOD女子社員として[12]

## 掲載

### 雑誌
- 月刊DMM 2018年6月号（ジーオーティー） - インタビュー